# Roksana Jędraszak
Roksana Jędraszak (ur. 28 maja 2002) – polska lekkoatletka specjalizująca się w skoku w dal. Mistrzyni Polski w skoku w dal (2022).

## Osiągnięcia
Opracowano na podstawie:
| Rok  | Impreza                     | Miejsce | Konkurencja | Pozycja           | Wynik |
| ---- | --------------------------- | ------- | ----------- | ----------------- | ----- |
| 2021 | Mistrzostwa Europy juniorów | Tallinn | skok w dal  | el. – 15. miejsce | 6,08  |
| 2021 | Mistrzostwa świata juniorów | Nairobi | skok w dal  | 10. miejsce       | 6,07  |

Rekord życiowy:
- skok w dal – 6,42 (11 czerwca 2022, Suwałki).